# Francisco Jeronymo Salles Lara
Francisco Jeronymo Salles Lara (São José dos Campos, 22 de junho de 1925 – São Paulo, 7 de setembro de 2004) foi um bioquímico, pesquisador e professor universitário brasileiro.
Grande oficial da Ordem Nacional do Mérito Científico e membro titular da Academia Brasileira de Ciências, Francisco foi professor da Universidade de São Paulo e um dos mais importantes bioquímicos do Brasil.

## Biografia
Francisco nasceu em São José dos Campos, em 1925. Ingressou no curso de biologia pela antiga Faculdade de Filosofia, Ciências e Letras da Universidade de São Paulo (USP), formando-se em 1944 como bacharel e obtendo a licenciatura em 1945. Embarcou para os Estados Unidos em 1949 para seu doutorado na Universidade Stanford, onde foi orientado por Cornelis Bernardus van Niel, renomado cientista norte-americano responsável pela demonstração da fotossíntese como processo metabólico de fotólise.
De volta ao Brasil, ingressou como pesquisador independente no Instituto de Biofísica Carlos Chagas Filho da então Universidade do Brasil (hoje a Universidade Federal do Rio de Janeiro), dirigido pelo por Carlos Chagas Filho. Saiu do Rio de Janeiro e foi para Ribeirão Preto, para a recém-instalada Faculdade de Medicina de Ribeirão Preto da Universidade de São Paulo (FMRP-USP), em 1951. Por último, foi para a capital paulista, como professor-colaborador junto ao Departamento de Botânica da antiga Faculdade de Filosofia, Ciências e Letras a fim de ministrar Bioquímica aos alunos de Biologia.
Foi como professor de bioquímica na USP que Francisco começou a estudar pufes de DNA que ocorrem nos cromossomos politênicos de Rhynchosciara americana, uma espécie de mosca. Francisco também foi responsável pela organização da pós-graduação em bioquímica da USP, além de ter sido promovido a professor titular de biologia molecular.
Francisco usou o estudo dos pufes de DNA para formar seus estudantes na nova disciplina e introduziu suas técnicas e modo de ataque a problemas científicos no Brasil. Formou cerca de dezenove doutores e sete mestres, tendo publicado 60 artigos originais em revistas de renome internacional. O principal feito de seu laboratório consistiu em descobrir, na década de 70 que os pufes de DNA são responsáveis pela formação de ácidos mensageiros, o que norteou as pesquisas no campo desde então.
Além de professor e pesquisador, Francisco trabalhou no desenvolvimento e aperfeiçoamento dos órgãos nacionais de pesquisa, como membro-titular da Academia Brasileira de Ciências e como Membro-fundador da Academia de Ciências do Estado de São Paulo. Foi secretário executivo e presidente da Sociedade Brasileira de Bioquímica e Biologia Molecular (SBBq), e membro da comissão organizadora do programa de Bioquímica da FAPESP.
É pai da historiadora Silvia Hunold Lara, professora na Unicamp e referência na discussão sobre a escravidão.

## Morte
Francisco morreu em 7 de setembro de 2004, na capital paulista, aos 79 anos, por complicações após um infarto. Sua missa de 7º dia se deu e 13 de dezembro, na Igreja São José, no Jardim Europa, em São Paulo.